# Oenothera acaulis
Oenanthe acaulis és una espècie de planta herbàcia de la família de les Apiàcies. És originària de Xile.

## Distribució i Hàbitat
Creix des de la regió IV de Coquimbo a la X de Los Lagos en planes i vessants, en terrenys de pastures des del litoral a la preserralada.

## Descripció
Planta herbàcia de fins a 30cm d'alçada i 50 cm de diàmetre, molt polimorfa. Les tiges al principi poden ser rastreres i es diu que és acaule.

### Fulles
Són pinnatisectes o lobulades, amb marges toscament serrats i pilosos.

### Flors
Les fulles són grans, d'uns 8 a 10 cm de diàmetre i tenen quatre sèpals i quatre pètals. S'obren al capvespre i quan ho fan són de color blanc, condició que perdura fins que surt el sol, moment en què es tanquen i adquireixen un delicat to rosat. Les flors tancades perduren en el matoll aportant-li el seu caràcter colorit. La floració es manté des de la primavera fins a finals d'estiu.

## Taxonomia
Oenanthe lachenalii va ser descrita per Cavanilles, Antonio José (Joseph) i publicada a Fl. Bad. 1: 678 1805.

### Etimologia
- Oenothera: deriva del llatí i pot tenir un significat com: aquella planta els sucs de la qual poden causar adormidera
- acaulis: epítet atorgat a la planta que no presenta tija durant els primers estadis de creixement, és a dir, els joves són acaules (sense tija) i presenten ramificacions rastreres.